# Ngũ Nguyệt Thiên
Ngũ Nguyệt Thiên (tiếng Anh: Mayday; tiếng Trung: 五月天; bính âm: Wǔ Yuè Tiān; Bạch thoại tự: Gō͘-goe̍h-thiⁿ), là ban nhạc alternative rock Đài Loan thành lập năm 1997 với năm thành viên là Ashin (A Tín), Monster (Quái Thú), Stone (Thạch Đầu), Masa (Mã Sa) và Ming (Quán Hựu). Trong giới âm nhạc Hoa Ngữ, nhóm được mệnh danh là "Vua concert" và được CNBC gọi là "The Beatles của châu Á". Đến nay, Ngũ Nguyệt Thiên được coi là ban nhạc nổi tiếng và có ảnh hưởng nhất trong thập niên 2000 tại Đài Loan nói riêng và giới âm nhạc Hoa ngữ nói chung.

## Thông tin thành viên
| Tên thật: Chen Hsin Hung (陳信宏) (Trần Tín Hoành) Ngày sinh: 06/12/1975 Nơi sinh: Đài Bắc, Đài Loan Vị trí: hát chính Tên thật: Wen Shang Yi (溫尚翊) (Ôn Thượng Dực) Ngày sinh: 28/11/1976 Nơi sinh: Đài Bắc, Đài Loan Vị trí: Trưởng nhóm, guitar Tên thật: Tsai Shen-yen (蔡昇晏) (Thái Thăng Yến) Ngày sinh: 25/04/1977 Nơi sinh: Cao Hùng, Đài Loan Vị trí: bass guitar | Tên thật: Shi Chin-hang (石錦航) (Thạch Cẩm Hàng) Ngày sinh: 11/12/1975 Nơi sinh: Đài Bắc, Đài Loan Vị trí: guitar chính, hát bè Tên thật: Liu Yen-ming (劉諺明) (Lưu Ngạn Minh) Ngày sinh: 28/07/1973 Nơi sinh: Miêu Lật, Đài Loan Vị trí: trống, hát bè |

## Hình thành (1995-1997)
Mayday phát triển từ So Band  được thành lập bởi Ashin, Monster và tay trống đầu tiên Tiền Hựu Đạt (钱 佑达) vào năm khoảng năm 1995 trong khi họ đang học năm cuối trường trung học trực thuộc Đại học quốc lập Đài Loan. Masa và Stone là những thành viên tham gia sau đó, họ cùng học chung trường. Sau khi tốt nghiệp, các thành viên đã học tại các trường đại học khác nhau nhưng vẫn tiếp tục tụ tập và biểu diễn ở các quán rượu và quán ăn. Họ cũng tích cực tham gia trong việc thúc đẩy xu hướng nhạc rock phát triển tại Đài Loan. Năm 1997, ban nhạc đổi tên thành Mayday (tên nickname trên mạng của Masa) và từ tên gốc tiếng Anh dịch ra tiếng Hoa là Ngũ Nguyệt Thiên để đăng ký tham gia Lễ hội âm nhạc Formoz (野台 开唱)

## Những năm đầu (1997-1999)
Ngay sau khi tham gia Liên hoan Formoz (野台 开唱), ban nhạc đã bắt đầu tích cực gửi băng demo cho các công ty thu âm khác nhau với hy vọng đạt được hợp đồng thu âm. Bản demo của họ cuối cùng cũng gây ấn tượng với ca sĩ nhạc sĩ nổi tiếng, cũng là nhà điều hành của Rock Records Lý Tông Thịnh (李宗盛) người đã miêu tả họ như "những người sẽ mở ra những âm thanh của tương lai".
Ngũ Nguyệt Thiên đã ký hợp đồng thu âm đầu tiên với Rock Records vào năm 1998. Trong cùng năm đó, họ cũng đã phát hành album"Taiwan Independent Compilation "ㄞ 国 歌曲" bởi indie music label tcm (角 头 音乐) bao gồm những bản thu âm đầu tiên của nhóm như "Đua Xe "轧 车". Tháng 6 năm 1998, nhóm cũng phát hành "Ôm ấp"拥抱" cả nhóm đã đảm nhiệm hầu hết các nhiệm vụ sáng tác, sản xuất và thu âm.
Năm 1999, Ming trở thành tay trống thứ tư của ban nhạc và họ tiếp tục phát hành album phòng thu "五月天 第一 张 创作 专辑" dưới tên hãng Rock Records vào ngày 07 tháng 7 năm 1999. Album được coi là ra mắt đầu tay này nhận được sự hoan nghênh và đón nhận tại Đài Loan. Album đã dán được hơn 300.000 bản, một chiến công đáng kể cho một ban nhạc mới trong ngành công nghiệp âm nhạc thời kỳ hậu bi quan và bão hòa. Họ cũng được đề cử cho giải thưởng Golden Melody lần thứ 11 hạng mục "Ban nhạc xuất sắc nhất".
Các bài hát "Chí Minh và Xuân Kiều" "志明 与 春娇" và "Ôm ấp" "拥抱" đã tác động đến đông đảo thanh niên, và trở thành bài hát đứng đầu trong danh sách KTV. "Chí Minh và Xuân Kiều" là một trong những bài hát top 10 của năm theo Hiệp những người làm âm nhạc ở Đài Loan ghi nhận(中华 音乐 人 交流 协会). "Chí Minh và Xuân Kiều" là "bài hát đó đã mang tên tuổi của họ từ phía bắc đến phía nam của Đài Loan, khiến tất cả mọi người biết đến Mayday". Vào ngày 28 Tháng 8, lần đầu tiên nhóm tổ chức một buổi biểu diễn quy mô lớn được gọi là buổi biểu diễn 168 "第 168 场 演唱 会", đóng chắc vị trí của họ như là một trong những ban nhạc đang lên tại Đài Loan.

## "Viva Love"và "Đời người, Biển cả"(1999-2001)
Album thứ hai của ban nhạc Viva Love "爱情 万岁" được phát hành ngày 7 tháng 7 năm 2000. Doanh số của album Viva Love vượt qua cả album trước, đạt tới hơn 350.000 bản. Ngoài ra, Viva Love đã mang về cho họ danh hiệu "Ban nhạc xuất sắc nhất" giải thưởng tại Golden Melody Awards lần thứ 12. Mayday cũng đã tổ chức một loạt các buổi hòa nhạc được gọi là "Mười vạn thanh niên cùng đứng lên" ("十万 青年 站 出来" 巡回 演唱 会) tại thành phố Đài Bắc, Zhang Hua và thành phố Cao Hùng. Các buổi hòa nhạc nổi tiếng vì là concert có số lượng khán giả lớn nhất vào năm 2000.
Trong năm 2001, Mayday lần đầu tiên chế tác một soundtrack phim và score đi kèm cho bộ phim " Chim di trú" "候鸟" do Rene Liu và Huang Pin Yuan đóng vai chính. Hai tháng sau, Mayday phát hành album thứ ba "Đời người, biển cả" "人生海海", doanh số bán ra đạt hơn 35.000 bản chỉ sau một tháng.

## Giai đoạn tạm ngưng (2001-2003)
Masa nhận được lệnh nhập ngũ, Mayday quyết định tạm ngưng khi đang ở đỉnh cao nổi tiếng. Trước khi tạm dừng hoạt động, nhóm đã tổ chức buổi concert chia tay có tiêu đề "Bạn đi đâu vậy? "你 要去 哪里" từ 18 tháng 8 đến 1 tháng 9 năm 2001. Tuo La Ku và ban nhạc rock Nhật Bản Glay là khách mời đặc biệt tại buổi hòa nhạc này. Kỷ niệm đáng nhớ cho nhiều người hâm mộ, tay guitar Stone đã chọn cơ hội này cầu hôn với bạn gái của mình và bài hát cầu hôn đó cũng được bao gồm trong các album live concert. Trong tháng 11 năm 2001, các thành viên tạm thời giải tán với Masa đi vào quân đội, Stone đến Anh để tìm hiểu kỹ thuật sản xuất và Ming tới Los Angeles để trau dồi kỹ năng trống. Trong khi đó, Monster và Ashin vẫn ở lại Đài Loan với Rock Records, đảm nhận phần ghi âm và sản xuất cho các nghệ sĩ khác cùng công ty.

## Quay trở lại sân khấu âm nhạc (2004)
Trong thời gian tạm ngưng, Mayday phát hành tự truyện có tựa đề The Wings of Dream "摇滚 本事", với doanh số hơn 1,2 triệu Đài tệ chỉ trong ba ngày. Họ cũng phát hành một phần nhạc đệm.
Sau khi của Masa chính thức hoàn thành nhiệm vụ quân đội, ban nhạc tập hợp và trở lại ngành công nghiệp âm nhạc. Để đánh dấu sự kiện này, Mayday tổ chức concert "Thành phố của bầu trời" "天空 之 城" vào ngày 16 tháng 8 Năm 2004 tại sân vận động Đài Bắc. Các buổi biểu diễn thu hút gần 40.000 người hâm mộ đó đã phá vỡ kỷ lục về lượng khán giả trước đây được tổ chức bởi Michael Jackson.
11 tháng 11 năm 2003, ban nhạc cũng phát hành album studio thứ tư của mình "Cỗ máy thời gian" "时光 机". Doanh số bán hàng của album đạt hơn 15.000 trong vòng hai ngày, chứng tỏ Mayday không hề suy giảm sự nổi tiếng của họ mặc dù trải qua thời gian gián đoạn. "Cỗ Máy Thời Gian" cũng giúp Mayday giành giải "Nhóm nhạc xuất sắc nhất" lần thứ 2 tại giải Golden Melody lần thứ 15. Trong mùa hè năm 2004, Mayday cũng tham gia làm nhạc đệm cho bộ phim "Tình yêu tháng năm" "五月 之 恋". Trong bộ phim họ cũng trình bày một số bản remix các bài hát cũ. Stone cũng đã có một vai phụ trong phim.
05 Tháng 11 Năm 2004 chứng kiến sự phát hành của studio album thứ 5 " Con của thần cũng đang nhảy/ Flying Angels With A Soul Falling "神 的 孩子 都 在 跳舞". Album này sử dụng đồng thời các kỹ thuật thu âm để tạo ra hiệu ứng âm thanh của album trước và đặc biệt so với các album trước, ghi lại ở Kawaguchi-to, Nhật Bản. Trong năm 2005, họ cũng phát hành một album tổng hợp Just My Pride "知足 最 真 杰作 选", trong đó bao gồm sáu bài hát được chọn lọc từ các album trước đó.

## Final Home World tour (2004-2006)
Gần cuối năm 2004, Mayday bắt tay vào thực hiện một loạt các buổi hòa nhạc trên toàn thế giới đầy tham vọng gọi là "Final Home - Khi chúng ta hòa mình cùng nhau" "Final Home 当 我们 混 在一起". Họ đã đi vòng quanh thế giới để tổ chức world tour tới Mỹ, Trung Quốc, Singapore, Malaysia, Hong Kong và Nhật Bản. Các buổi biểu diễn kéo dài trong sáu tháng cho đến đầu năm 2006. Bản thu biểu diễn trực tiếp từ những buổi hòa nhạc đã được phát hành trong một định dạng DVD-CD vàcó tiêu đề đơn giản là "Final Home".
Không bằng lòng với sự quảng bá trên mặt đất, Mayday cũng đã đến tầng thượng của tòa nhà TaiPei101 để thực hiện tuyên truyền. Được gọi là concert" gần nhất tới bầu trời"史上 最接近 天空 演唱 会" (hoặc concert chúng ta vươn tới bầu trời"头顶 天空 演唱 会"), Buổi biểu diễn của Mayday ở độ cao gần 390,6 mét từ mặt đất.

## "Sinh ra vì yêu" và "Bài thơ hậu thanh xuân" (2006-2008)
Sinh ra vì yêu "为 爱 而 生" đã được phát hành vào ngày 29 Tháng Mười Hai 2006, Mayday tổ chức một buổi ký tặng kéo dài mười giờ. Cùng với album mới và được tài trợ bởi Le tea, họ cũng tổ chức "sinh ra vì yêu "五月天 天使 le power, 为 爱 而 生 新歌 演唱 会" buổi hòa nhạc được tổ chức trên khắp Đài Loan. Những tấm vé cho các buổi hòa nhạc đã được tặng kèm trong phiên bản đầu tiên của album "Sinh ra vì yêu", và người hâm mộ đã xếp hàng thành dòng qua đêm để có được trong tay chiếc phiếu thực tế cho phép họ tham gia vào các buổi hòa nhạc.
Mayday đã tổ chức tổng cộng 12 buổi hòa nhạc, và các màn trình diễn tốt nhất được tổng hợp vào một đĩa DVD đã được đi kèm cùng với phiên bản thứ ba của album "Sinh ra vì yêu"
Trong năm 2006, Mayday cũng tách ra khỏi Rock Records và thành lập công ty riêng là B'in Music cùng với CEO cũ của Rock Records là Trần Dũng Chí. Đến nay, B'in Music đã trở thành một trong những công ty âm nhạc độc lập lớn tại Đài Loan, là công ty chủ quản của nhiều nghệ sĩ nổi tiếng khác như Lý Tông Thịnh, Lưu Nhược Anh, Nhậm Hiền Tề, Magic Power, Đinh Đang, Nghiêm Tước, Gia Gia, Bạch An, flumpool... Các thành viên Mayday là cổ đông lớn của công ty.
Năm 2007 cũng chứng kiến sự phát hành của Jump! (Rời khỏi bề mặt của Trái Đất) "离开 地球 表面", trong đó bao gồm một số bài hát mới, biểu diễn trực tiếp từ những tour diễn cùng tên và quảng cáo " trở nên cuồng nhiệt- Cuồng trảo "抓狂" cho video game Halo 3. Mayday cũng thực hiện một bản song ca với ca sĩ Trần Ỷ Trinh," Chạy trốn lên Mặt Trăng "私奔 到 月球". Là một phần của concert Jump!, Mayday ký kết các tour diễn thế giới với bốn buổi hoà nhạc"Trở lại bề mặt của Trái Đất "回到 地球 表面"
Không chịu thua kém các năm trước, Mayday tổ chức một buổi hòa nhạc " Đột nhiên rất nhớ em " " 突然很想见到你 " vào ngày 01 tháng 1 năm 2008 kéo dài từ 1:00 sáng đến khoảng 6:00 sáng. Album phòng thu mới của Mayday, "Bài thơ hậu thanh xuân" "后 青春期 的 诗" đã được phát hành vào ngày 23 Tháng Mười 2008. Giống như Born to Love, album mới có tặng kèm vé concert. Hai phiên bản "Concert" bao gồm một vé cho buổi hòa nhạc "Trên bầu trời" của 100.000 Bạn & Mayday" được tổ chức tại sân vận động Chung Shan, trong khi phiên bản "Campus" bao gồm một vé cho một trong những buổi hòa nhạc trong trường mà đã được tổ chức trên khắp Đài Loan

## DNA World Tour (2009)
Vào ngày 19 tháng 3 năm 2009, Mayday công bố World tour DNA của họ, Mayday sáng tạo Concert "DNA 五月天" 创造 "演唱 会", bắt đầu tại Hồng Kông vào ngày 20 tháng 5 năm 2009. Đối với các tour diễn, Mayday phát hành hai bài hát, "DNA" và "Phương thức" "放肆". Họ hợp tác với các đội cho các tour diễn xuyên quốc gia trên thế giới và Úc là nơi tour của họ dừng lại để biểu diễn lần đầu tiên. Một buổi hòa nhạc được gọi là "A.D.N - Mayday và bạn bè" đã được tổ chức mười ngày sau đó, cùng với một số ban nhạc đến từ Đài Loan, như Tizzy Bac, 1976, và Chairman, vv để chào mừng kỷ niệm 10 năm của Mayday kể từ khi Ming tham gia ban nhạc.
Đề cử cho Golden Melody Awards lần thứ 20 được công bố vào ngày 15 Tháng 5 năm 2009, trong đó bao gồm "Em không thực sự hạnh phúc "你 不是 真正 的 快乐" cho "ca khúc xuất sắc nhất, Ashin giành được 2 đề cử "Lời bài hát xuất sắc nhất" cho các bài hát " Nơi chưa từng tổn thương trong tim tôi "我 心中尚未 崩坏 的 地方 "và "Như sương khói" 如烟 ", Mayday cũng đoạt được giải" Ban nhạc xuất sắc nhất". Mayday tổ chức lễ ăn mừng vào ngày 27 tháng 6 năm 2009 và trở lại với giải thưởng Golden Melody của mình cho Ban nhạc xuất sắc nhất lần thứ 3.
Điểm dừng buổi hòa nhạc với sự kiện đáng chú ý nhất là vé buổi hòa nhạc ngày 26, 27 tháng 9 năm 2009 được bán ra chỉ trong 1 ngày. Hai ngày sau, ban nhạc tổ chức thêm vào một ngày thứ ba, 25 tháng 9. Vé ngày hôm đó được bán hết trong vòng ba giờ nhanh chóng, buôỉ diễn thứ tư được thêm vào cho ngày 24 tháng 9. Điều này sẽ phá vỡ kỷ lục của chính của Mayday có 4 buổi biểu diễn liên tục tại Nhà thi đấu Đài Bắc trong chuyến lưu diễn thế giới trước của họ. Hơn nữa, buổi biểu diễn này của Mayday tại Nhà thi đấu Đài Bắc là show đầu tiên sau khi đã kết thúc, toàn bộ điện đã được tắt fan vẫn không chịu ra về nên Mayday đã tiếp tục hát chay cho khán giả nghe. Họ sẵn sàng trả tiền phạt nặng nề để biểu diễn vì fans sau 11 tối tại địa điểm này. Vào ngày cuối cùng 27, người hâm mộ tiếp tục ở lại yêu cầu biểu diễn tiếp khoảng 25 phút sau khi tắt điện cho đến khi Ashin hát một bài hát cuối cùng trong hậu trường và yêu cầu những người hâm mộ ra về. Vào ngày 5 Tháng 12, 2009 tại Sân vận động Quốc gia, đã cho phép Mayday tổ chức một buổi hoà nhạc "55.555 người". Đây sẽ là buổi hòa nhạc EXPO đầu tiên của Mayday, cũng là buổi hòa nhạc đầu tiên được tổ chức tại sân vận động này.

## "Cuộc đời thứ hai" và sự phát triển mạnh mẽ (2011-2015)
Ngày 29 Tháng 3, Mayday đã ra mắt bộ phim điện ảnh concert 3D của họ, "Truy mộng 3DNA". Ngày 16 tháng 12, Mayday phát hành album thứ 8 "Cuộc đời thứ hai" "Second round" gồm hai phiên bản "No where"(tận thế) và "Now here" (trùng sinh) lấy cảm hứng từ thuyết năm 2012 của người Maya, đã bán được 129.958 bản trong 1 tuần. Album đem về cho họ 6 giải Kim Khúc (Golden melody Awards) lần thứ 23 gồm Nhóm nhạc xuất sắc nhất, Album của năm, Bài hát của năm (Con tàu Noah), Sáng tác xuất sắc nhất (Masa - bài Con tàu Noah),...
Ngày 29 tháng 4 năm 2012 Mayday trở thành ban nhạc đầu tiên mở concert ở sân vận động quốc gia Tổ Chim (Bắc Kinh, Trung Quốc) có sức chứa 100.000 người, 70.000 vé đã bán hết trong ba phút và họ đã quyết định thêm một buổi diễn nữa vào ngày 30 và 100.000 vé sau đó cũng nhanh chóng được tẩu tán.
Năm 2013, nhóm lần đầu tiên mở concert tại Đức và ra mắt phim điện ảnh concert thứ hai ở dạng 4DX.
Ngày 21 tháng 3 năm 2014, Mayday một lần nữa trở thành ban nhạc người Hoa đầu tiên (người Hoa thứ 2 sau Trương Học Hữu) mở concert cá nhân ở Madison Square Garden, Mỹ.
Từ khoảng thời gian phát triển mạnh mẽ này đến nay, nhóm đã được coi là nghệ sĩ có sức ảnh hưởng lớn nhất tại Đài Loan.

## Tự truyệnvàLifeworld tour (2016–nay)
Vào ngày 21 tháng 7 năm 2016, Mayday phát hành album phòng thu thứ 9 của nhóm là Tự truyện (History of Tomorrow). Album tiếp tục nhận được sự đánh giá cao và giúp họ thắng giải Album tiếng Quốc ngữ xuất sắc nhất và giải Viết lời xuất sắc nhất (Ashin - bài Danh vọng thành danh) tại Kim Khúc lần thứ 28 năm 2017.
Tour lưu diễn thế giới tiếp theo của nhóm Life World Tour (Công ty trách nhiệm vô hạn Cuộc Đời), bắt đầu vào 18 tháng 3 năm 2017 tại Cao Hùng, Đại Loan (thành phố mà nhóm làm đại sứ du lịch). Đến tháng 7 năm 2018, tour diễn đã cán mốc trên 100 buổi biểu diễn, tự phá vỡ kỷ lục của chính họ trước đó. Tháng 10 năm 2018. Life Tour đã đem Ngũ Nguyệt Thiên lần đầu tiên đến dừng chân ở trạm Bangkok (Thái Lan).

## Âm nhạc, phong cách và sự ảnh hưởng
Những bài hát của Mayday được viết chủ yếu bằng tiếng Hoa với một số bài nhạc Phúc Kiến Đài Loan bởi Ashin - người mà ngoài tiếng phổ thông còn rất thông thạo tiếng Phúc Kiến. Những bài hát của họ rất phổ biến vì với nền tảng là một ban nhạc học sinh sinh viên, nhóm có khả năng nắm bắt các tư tưởng của thanh niên Đài Loan vào giữa những năm 1990. Họ thường được công nhận là một trong những người tiên phong của nhạc rock tại Đài Loan.
Phong cách âm nhạc thời kì đầu của Mayday đặc trưng bởi các sản phẩm âm nhạc có xu hướng hướng tới những giai điệu rock Hokkien garage. Họ cũng ủng hộ tiếng nói về vấn đề quyền đồng tính, với một số bài hát nhắc trực tiếp đến vấn đề này. Những ca từ của Ashin thời kỳ đầu thường tập trung vào các chủ đề cảm giác của thiếu niên dang trong thời kỳ trưởng thành. Tuy nhiên, trong album về sau, Ashin đã sử dụng một số biểu tượng văn hóa đặc biệt là thần thoại Trung Quốc thần khỉ Tôn Ngộ Không, Chuột Mickey, Siêu nhân, Neil Armstrong và Che Guevara. Ashin trích dẫn phim và tiểu thuyết như là nguồn cảm hứng cho những bài hát của mình bao gồm "Viva Love" (爱情 万岁) được lấy cảm hứng từ bộ phim tiên phong đạo diễn người Đài Loan Tsai Ming Liang năm 1994, Vive L'Amour và bài hát "Vũ trang" (武装) chịu ảnh hưởng của một bộ phim truyền hình Trung Quốc "孽子" và cuốn tiểu thuyết của Murakami Haruki, Kafka trên bờ biển.
Mayday đã không giấu giếm sự ngưỡng mộ của mình với The Beatles mà họ đã nói rằng "ảnh hưởng đến lý tưởng của họ về nhạc rock. Ca khúc thứ tám của album thứ năm của họ có 1 bài là:" John Lennon (约翰 蓝 侬), nơi ban nhạc ôm ấp giấc mơ trở thành "The Beatles của thế giới người Hoa" (华人 世界 的 披头四). Những người ảnh hưởng đến âm nhạc của họ rất đa dạng, còn có các ban nhạc U2 của Ailen, các ban nhạc Oasis của Anh, các nghệ sĩ nhạc pop Nhật Bản, Mr.Children, Sting cũng như các rocker Đài Loan: Ngũ Bách và China Blue.
Ngoài ra nhóm còn được biết đến bởi những cống hiến cho xã hội khi ba năm liền (2012- 2014) mở loạt concert "Just love it" với mục đích từ thiện (đến nay 1 phần doanh thu từ concert của nhóm vẫn được lấy làm từ thiện) và trực tiếp tham gia tổ chức đại nhạc hội Super Slipper từ năm 2012 cho đến nay nhằm phát triển nhạc rock ở Đài Loan.
Năm 2016, Mayday phá kỉ lục khi mở 3 show concert liên tiếp tại sân vận động Tổ Chim, thu hút 300.000 khán giả.

## Sự hợp tác của Ashin
Như là một nhạc sĩ viết ca từ và nhạc thơ, Ashin đã làm việc với Vương Lực Hoành (王力宏 trong album "Anh hùng cái thế"(盖世 英雄). Anh cũng đã viết cho các nghệ sĩ khác nhau khác bao gồm Lương Tịnh Như, Dương Tông Vỹ, Angelica Lee, Thái Y Lâm, Trần San Ni, Nhậm Tề Hiền, Ring, Huỳnh Hồng Thăng, Tiêu Kính Đằng, Lưu Nhược Anh, nhóm 831... Ngoài ra, anh sáng tác bài hát SHERO đặc biệt cho SHE, được chọn là bài hát chủ đề cho 2010 Đài Bắc Flora Expo. Là một ca sĩ tài hoa, anh đã phối hợp với Tôn Yến Tư hai lần trong album thứ tư của "Cỗ máy thời gian" Mayday và bài hát "Ngày đầu tiên" cũng bao gồm FIR, A Tín cũng hợp tác với Trần Ỷ Trinh trong bài hát 'Chạy trốn lên mặt trăng. " Trong năm 2008, anh hợp tác với Đing Đang trong album "Những gì tôi yêu thương" và đóng vai chính trong video âm nhạc của cô.
Ashin học nghệ thuật thị giác và thiết kế nội thất tại Đại học Shih Cheng, Ashin cũng mày mò trong lĩnh vực thiết kế, đặc biệt anh cùng nhà thiết kế Bất Nhị Lương/No2good (不二 良) đã sáng lập thương hiệu thời trang nổi tiếng Đài Loan StayReal và còn là thiết kế của một dáng máy nghe nhạc cho BenQ music player. Là tác giả, Ashin đã phát hành hai cuốn sách là Happy.BIRTH.day mà anh gọi là một "cuốn sách của bài thơ rock". Nó bao gồm các bức ảnh chụp của anh và lời của bài hát anh đã viết cho ban nhạc cùng các nghệ sĩ. Cuốn sách gần nhất của anh "Chạy trốn đến Nhật Bản (浪漫 的 逃亡), viết về chủ đề du lịch Nhật Bản.

## Sự hợp tác của các thành viên khác
Các thành viên khác của Mayday cũng đã làm việc với các nghệ sĩ khác, chủ yếu trong các lĩnh vực sáng tác và sản xuất. Masa và Monster đã giúp sáng tác lời và chơi nhạc cụ cho các bài hát của các nghệ sĩ thuộc Rock Records như Lương Tịnh Như, Victor Huang, Huỳnh Hồng Thăng, Đinh Đang... Cả Monster và Stone cũng đã tham gia sản xuất album, Monster cho album đầu tay Đinh Đang, Stone cho album 2007 của Victor Huang, album năm 2011 cho Nhậm Hiền Tề, Masa cho album của Lưu Nhược Anh,... Năm 2017, Masa được đề cử giải Chế tác đơn khúc xuất sắc nhất giải Kim Khúc cho tác phẩm kết hợp với Gia Gia.

## Studio albums
| Ngày phát hành | Tên album                                                                                   | Hãng thu âm                        |
| -------------- | ------------------------------------------------------------------------------------------- | ---------------------------------- |
| 7/7/1999       | Mayday's First Album (五月天 第一 张 创作 专辑) - Ngũ Nguyệt Thiên: Album Sáng Tạo Đầu Tiên | Rock Records                       |
| 7/7/2000       | Viva Love (愛情萬歲) - Tình Yêu Muôn Năm                                                    | Rock Records                       |
| 6/7/2001       | People Life, Ocean Wild (人生海海) - Đời Người, Biển Cả                                     | Rock Records                       |
| 11/11/2003     | Time Machine (時光機) - Cổ Máy Thời Gian                                                    | Rock Records                       |
| 5/11/2004      | God's Children Are All Dancing (神的孩子都在跳舞) - Đứa Con Của Thần Đang Nhảy Múa          | Rock Records                       |
| 26/8/2005      | Just My Pride Best Of Album (知足最真傑作選) Tuyển Tập Các Ca Khúc Just My Pride            | Rock Records                       |
| 29/12/2006     | Born to Love (為愛而生) - Sinh Ra Vì Yêu                                                    | B'In Music (Rock Records)          |
| 23/10/2008     | Poetry of the Day After (後青春期的詩) - Bài Thơ Hậu Thanh Xuân                             | B'In Music (Universal Music Group) |
| 16/12/2011     | Second Round (第二人生) - Cuộc Đời Thứ Hai                                                  | B'In Music (Universal Music Group) |
| 13/11/2013     | Mayday×五月天 the Best of 1999‐2013 - Tuyển Tập Những Ca Khúc Hay Nhất 1999 - 2013          | A-Sketch                           |
| 30/12/2013     | The Best of 1999-2013 (五月天步步自選作品輯) - Những Ca Khúc Hay Nhất 1999 - 2013           | B'In Music (Rock Records)          |
| 21/7/2016      | History of Tomorrow (自傳) - Tự Truyện                                                      | B'In Music (Universal Music Group) |